# Bötom
Bötom (finska: Karijoki) är en kommun i landskapet Södra Österbotten. Bötom har 1 192 invånare och en yta på 186,54 km².
Bötom är enspråkigt finskt. Bötom var emellertid tidigare en tvåspråkig socken med en stor svenskspråkig minoritet.
Vad som har föreslagits vara en neandertalgrotta, Varggrottan,  hittades på 1990-talet i Bötombergen, alldeles väster om Bötoms centralort. Grottan ägs av Bötoms kommun, men ligger i  Lappfjärds by i Kristinestad kommun, vilket för övrigt Bötom var en del av långt in på 1800-talet.

## Byar
De viktigaste byarna i Bötom är
- Bötom (kyrkbyn)
- Mörtmark
- Nederbyn
- Överbyn

## Politik

### Mandatfördelning i Bötoms kommun, valen 1976–2021
| 2 | 1 | 13 | 5 |

| 2 | 1 | 11 | 7 |

| 1 | 1 | 12 | 7 |

| 10 | 7 |

| 1 | 11 | 5 |

| 12 | 5 |

| 1 | 10 | 6 |

| 11 | 6 |

| 13 | 4 |

| 1 | 10 | 6 |

| 13 | 4 |

| 1 | 3 | 9 | 4 |

| 12 | 5 |

| 1 | 2 | 9 | 3 |

| 13 |

| 1 | 3 | 8 | 3 |

| 10 | 5 |

## Demografi

### Befolkningsutveckling
| Befolkningsutvecklingen i Bötom 1975–2020                                                                    | Befolkningsutvecklingen i Bötom 1975–2020 | Befolkningsutvecklingen i Bötom 1975–2020 | Befolkningsutvecklingen i Bötom 1975–2020 | Befolkningsutvecklingen i Bötom 1975–2020 |
| --- | ----------------------------------------- | ----------------------------------------- | ----------------------------------------- | ----------------------------------------- |
| |                                           |                                           |                                           |                                           |
| År |                                           |                                           | Folkmängd                                 |                                           |
| 1975 | 1975                                      |                                           | 2 141                                     |                                           |
| 1980 | 1980                                      |                                           | 2 038                                     |                                           |
| 1985 | 1985                                      |                                           | 2 012                                     |                                           |
| 1990 | 1990                                      |                                           | 1 982                                     |                                           |
| 1995 | 1995                                      |                                           | 1 918                                     |                                           |
| 2000 | 2000                                      |                                           | 1 760                                     |                                           |
| 2005 | 2005                                      |                                           | 1 673                                     |                                           |
| 2010 | 2010                                      |                                           | 1 521                                     |                                           |
| 2015 | 2015                                      |                                           | 1 369                                     |                                           |
| 2020 | 2020                                      |                                           | 1 207                                     |                                           |
| Anm: Uppgifterna avser förhållandena den 31 december nämnda år enligt områdesindelningen den 1 januari 2022. |                                           |                                           |                                           |                                           |

### Språk
Befolkningen efter språk (modersmål) den 31 december 2022. Finska, svenska och samiska räknas som inhemska språk då de har officiell status i landet. Resten av språken räknas som främmande. För språk med färre än 10 talare är siffran dold av Statistikcentralen på grund av sekretesskäl.
| Språk                        | Talare 2022-12-31 | Talare 2022-12-31 |
| Språk                        | Antal             | Andel (%)         |
| ---------------------------- | ----------------- | ----------------- |
| Hela befolkningen            | 1 200             | 100,0             |
| Inhemska språk totalt        | 1 181             | 98,4              |
| Finska                       | 1 161             | 96,8              |
| Svenska                      | 20                | 1,7               |
| Främmande språk totalt       | 19                | 1,6               |
| Språk med färre än 10 talare | 19                | 1,6               |

|  | Finska (96,8 %) |

|  | Svenska (1,7 %) |

|  | Främmande språk (1,5 %) |

|  | Finska (96,8 %) |

|  | Svenska (1,7 %) |

|  | Främmande språk (1,5 %) |

## Kända personer från Bötom
- Vesteri Länsimäki, dragspelare och dragspelstillverkare
- Antti Hosioja, dragspelare

## Källor

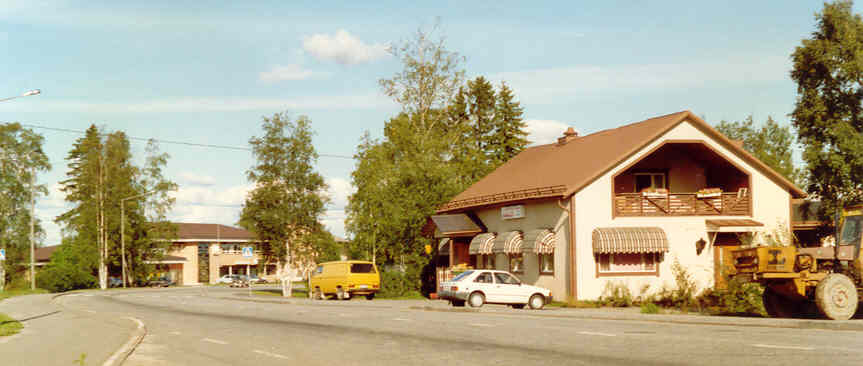
Bötoms centrum, sommaren 1990.